# وارن هایمر
وارن هایمر (انگلیسی: Warren Hymer؛ ‏ ۲۵ فوریهٔ ۱۹۰۶ – ۲۵ مارس ۱۹۴۸) بازیگر اهل ایالات متحده آمریکا بود.
از فیلم‌هایی که وی در آن نقش داشته است، می‌توان به شبح طلا، فریاد دوردست، آقای دیدز به شهر می‌رود، دستری دوباره می‌راند، پنجه گربه، مردان بدون زنان، تو و من، خانم مارکر کوچک اشاره کرد.

## مرگ
علت مرگ وی به عنوان یک بیماری معده ذکر شده است.